# Daphnella varicosa
Daphnella varicosa é uma espécie de gastrópode do gênero Daphnella, pertencente à família Raphitomidae.